# Helena Kitowska
Helena Kitowska, z d. Sępioł (ur. 28 listopada 1915 w Iłży, zm. 6 listopada 2000 w Gdańsku) – chemik, pracownik naukowy Politechniki Gdańskiej i Akademii Medycznej w Gdańsku, podporucznik Armii Krajowej.

## Życiorys

### Młodość
Jej rodzicami byli Piotr Sępioł, właściciel piekarni, i Sabina z domu Liziniewicz, gospodyni domowa. Miała czworo rodzeństwa: Kazimierza, Mieczysława, Zofię i Krystynę. W 1934 roku ukończyła gimnazjum o profilu matematyczno-przyrodniczym w Radomiu. Dwa lata później rozpoczęła studia na Wydziale Matematyczno-Przyrodniczym Uniwersytetu Warszawskiego. Wybuch II wojny światowej przerwał jej edukację. H. Kitowska ukończyła 2 lata studiów. Podczas okupacji zaangażowała się w nauczanie na tajnych kompletach w rodzinnej Iłzy, opiekowała się jednocześnie młodszym rodzeństwem po stracie rodziców. W czasie tajnej działalności poznała swojego przyszłego męża Franciszka Kitowskiego. Była także członkiem Polskiego Czerwonego Krzyża oraz sekcji sanitarnej Wojskowej Służby Kobiet Armii Krajowej (AK) w stopniu podporucznika, pseudonim „Maria”. Po wojnie przeprowdziła się z mężem do Gdańska. Podjęła studia na drugim roku Wydziału Chemicznego Politechniki Gdańskiej. W 1949 roku uzyskała tytuł inżyniera chemika oraz magistra nauk chemicznych.

### Kariera naukowa
Po ukończeniu studiów Helena Kitowska zatrudniona została na stanowisku asystenta w Katedrze Chemii Ogólnej Wydziału Inżynierii Rolnej Politechniki Gdańskiej. Od 1951 roku pracowała jako starszy asystent. Rok później przeszła do Katedry Chemii Ogólnej na Wydziale Chemicznym na stanowisko adiunkta. W 1954 roku rozpoczęła pracę w Zakładzie Żelbetnictwa na Wydziale Budownictwa Lądowego PG. W listopadzie 1958 roku została zatrudniona jako starszy asystent w Zakładzie Chemii Ogólnej Wydziału Lekarskiego Akademii Medycznej w Gdańsku. Od roku 1964 pracowała tam na etacie wykładowcy. W 1968 roku uzyskała stopień naukowy doktora nauk technicznych na podstawie dysertacji „Wpływ struktury niektórych dodatków hydraulicznych na wytrzymałość zapraw cementowych” napisanej pod kierunkiem doc. Janusza Rataja. W 1975 roku przeszła na emeryturę. Była autorką skryptów i prac naukowych. Opracowała między innymi zestaw zadań rachunkowych z chemii dla studentów medycyny i stomatologii, ćwiczenia z chemii ogólnej, zagadnienia do podręcznika dla studentów PG „Technologia Betonu” (1962). Dr Helenę Kitowską uhonorowano Złotym Krzyżem Zasługi.
Pochowana została w Gdańsku na Cmentarzu Srebrzysko.